# サクラノート 〜いまにつながるみらい〜
『サクラノート 〜いまにつながるみらい〜』は、マーベラスエンターテイメントより2009年11月5日に発売されたニンテンドーDS用ゲームソフト。

## 解説
人助けをしたり、妖怪たちを泣かせたりして「ナミダ」を集め、桜の木をよみがえらせるアドベンチャーゲーム。
最初にエピソードを選んでから、様々なところを移動しながら「ナミダ」を集めた後、エピソード終盤でボス妖怪を泣かせて大量の「ナミダ」を集めるというのが、ゲームの大まかな流れである。
「ナミダ」が集まると、新しいエピソードと同時に新しい経験が解放される。
アドベンチャーゲームパートの特徴としては、Aボタンの選択肢にはポジティブな内容が、Bボタンの選択肢にはネガティブな内容が設定されている。
妖怪と遭遇した際、Aボタンを押すと戦闘に移行する一方、Bボタンを押すと敵に攻撃されることなく逃げることができるが獲得できる「ナミダ」の量が減る。戦闘で負けると最後のセーブポイントまで巻き戻される。

## あらすじ
ある町に、親子のような2本の桜の木があった。あるとき、その町から離れた桐谷町にある小さい方の桜の木が枯れだし、大きな方の木がそれをくいとめるべく自らの「気」を送り出した結果、夏も満開の桜が見られるという椿事が起きた。
その後、「気」が通る高台に高層マンションが建ったため、「気」がマンションにぶつかって分散し、周囲の妖怪たちが活性化した。
その町の住人の一人である少年は、転校生の七海が妖怪に追われていることを知る。少年は事情を良く知らないながらも、事件解決に乗り出した。

## 登場人物
少年（名前変更可能）
本作の主人公である小学5年生。
七海
少年の町に転校してきた少女。
ハルカ
少年の母。
カナメ
少年の父。息子のことはほとんど妻に任せていた。オカルトと特撮が好き。往年の名作ゲーム『ナスカイザー』のファンで、最近のゲームについてはついていけずにいる。
タカコ
七海の母で、カナメとは高校時代からの友人である。カナメ同様『ナスカイザー』のファン。
トロイメライ
ハルカが幼少時に神社で拾ったネコ。動植物とのコミュニケーションが可能。
ラインホルト
七海の飼い犬で、彼女のことを愛している。飼い主の危機を少年に伝えた。
へんなおじさん
ノビヨ先生

## スタッフ
- 音楽 - 植松伸夫
- シナリオ - 野島一成
- ビジュアル- 皆葉英夫
- ゲームデザイン - 上田晃
- プロデューサー -高木謙一郎
- エグゼティブプロデューサー - 和田康宏

## 主題歌
『きみと走るとぼくは泣く』
- 作詞 - 野島一成
- 作曲 - 植松伸夫
- 編曲 - 小林早織（茜-AKANE-）
- 演奏 - 茜-AKANE-

## 評価
4Gamer.netは、全体的に懐かしさを思わせる雰囲気が漂っているとし、本作は「大人も子どもと同じように苦悩することがあるということにあらためて気づかされる」作品であると評価した。その一方で、「前半ではこのシステムのせいでテンポが遅くなってしまっており、少し前に見たシーンと同じものを短時間に何度も見なければならないのは残念」と述べた。